# عمارة قضيبية

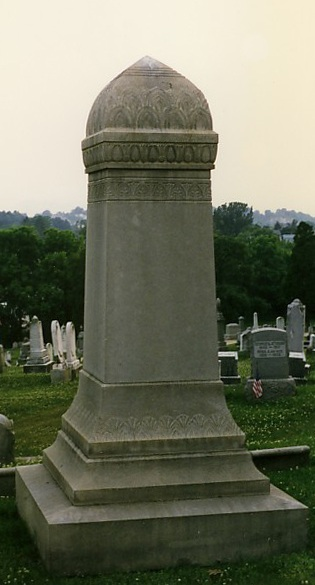
شاهد قبر قضيبيّ الشكل

تخلق العمارة القضيبية بالوعي أو اللاوعي تمثيلًا رمزيًا للفالوس، القضيب الذكري المنتصب. تُعد المباني التي تشبه القضيب البشري عن قصد أو غير قصد مصدرًا للتسلية للسكان المحليين والسياح في أماكن مختلفة حول العالم. عُثر على صور قضيبية مدروسة في الثقافات القديمة وفي الروابط إلى الثقافات القديمة الموجودة في التحف التقليدية.
احتفل الإغريق والرومان بمهرجانات قضيبية وبنوا ضريحًا مقدسًا بقضيب منتصب لتكريم هيرميز، رسول الآلهة. قد تكون هذه الأشكال مرتبطة بالإله المصري القديم مين الذي صوُر حاملًا قضيبه المنتصب. عُثر على أشكال لنساء مع قضيب في اليونان ويوغوسلافيا. كانت الرمزية القضيبية سائدة في التقليد المعماري لبابل القديمة. استخدم الرومان الذين آمنوا بالخرافات إلى حد كبير، صورًا قضيبية في عمارتهم وعناصرهم المنزلية في غالب الأحيان. استخدمت الثقافات القديمة لأجزاء كثيرة من الشرق الأقصى بما فيها إندونيسيا والهند وكوريا واليابان، القضيبَ رمزًا للخصوبة في الزخارف التي وُجدت في معابدهم وأماكن أخرى من حياتهم اليومية.
أشار علماء الأنثروبولوجيا وعلم الاجتماع والنسوية إلى الطبيعية الرمزية للعمارة القضيبية، وخاصة ناطحات السحاب الكبيرة التي تهيمن على المشهد كرموز لهيمنة الذكور والقوة والسلطة السياسية. قد يكون للأبراج والهياكل الرأسية الأخرى هذه الدلالات دون قصد أو ربما دون وعي. هناك العديد من الأمثلة على العمارة الحديثة التي يمكن تفسيرها على أنها قضيبية، ولكن القليل من المعماريين استشهدوا بهذا المعنى أو اعترفوا به على أنه جانب مقصود من التصميم.

## لمحة تاريخية وخلفية الموضوع

### العصور القديمة
وُجدت عبادة القضيب منذ العصر الحجري، وسادت بشكل خاص خلال العصر الحجري الحديث والعصر البرونزي.
برزت العمارة القضيبية في مصر القديمة واليونان، حيث حظيت الأعضاء التناسلية والنشاط الجنسي البشري بدرجة عالية من الاهتمام. كرم الإغريق القدماء القضيب واحتفلوا بالمهرجانات القضيبية. عُبد الإله اليوناني الروماني بريابس باعتباره إلهًا للخصوبة، وصُور بقضيب عملاق في العديد من القطع المعمارية الشهيرة.
بنى الإغريق بانتظام أضرحة أطلقوا عليها اسم «هيرم» عند مدخل المباني العامة الرئيسية والمنازل وعلى طول الطرق لتكريم هيرميز، رسول الآلهة. عادة ما بُنيت هذه الأضرحة «على شكل عمود رأسي يعلوه رأس لرجل ملتحي ويبرز قضيب منتصب من سطح العمود أسفل الرأس». يسود اعتقاد بأنهم استلهموا هذا التصميم من قدماء المصريين وصورتهم القضيبية لمين، صُور إله الوادي بالمثل «كملك ملتح يقف بجسمه الذي صُور بشكل مبسط رافعًا ذراعًا واحدة، وممسكًا بالأخرى قضيبه المنتصب».
وثق المؤرخ اليوناني القديم هيرودوت، نساء يحملن نصبًا وزخرفة على شكل قضيب ذكري بحجم جسم الإنسان في قرى ديونيسيا القديمة. يوجد على جزيرة ديلوس، عمود يدعم قضيبًا ضخمًا يمثل رمزًا لديونيسوس. يسود الاعتقاد أن منحوتات القضيب في المباني الموجودة في مثل هذه المواقع، كانت عبارة عن أدوات للوقاية من الشر ودرئه. يمكن رؤية الاستخدام المتقن للعمارة والنحت القضيبي في المجتمع اليوناني القديم في مواقع مثل نيو نيكوميديا في شمال اليونان. اكتشف علماء الآثار الذين نقبوا في المدينة القديمة منحوتات طينية من النساء الممتلئات برؤوس قضيبية وأذرع مطوية.
عُثر على تماثيل مشابهة لنساء برؤوس القضيب من العصر الحجري في اليونان ومقدونيا وأجزاء من يوغوسلافيا القديمة. تمتلك الغالبية العظمى من التماثيل في ثقافة هامانغيا رؤوس اسطوانية على شكل قضيب دون ملامح على الرغم من أن بعضها خاصة تلك التي تنتمي للثقافة الإيجية، امتلكت قطع منحوتة على شكل قضيب ورؤوس قضيبية مع أنف مقروص وعيون ضيقة. بُنيت المسلات في هذه الأجزاء من العالم القديم، وهي تشبه القضيب البشري غالبًا برموز قضيبية تمثل الخصوبة البشرية وتؤكد على النشاط الجنسي الذكري والنشوة الجنسية. سادت الرمزية القضيبية في عمارة بابل القديمة واعتبرت في الأيكونغرافيا الخامتية رمزًا لقضيب الأرض التي اعتبروها ذكرًا. امتلكت مسلات مصر القديمة العديد من الوظائف، ومنها ما هو موجود كمرجع مثل عبادة الشمس والقضيب وهذا ما يمثل الخصوبة والقوة.
آمن الرومان بالخرافات كثيرًا وعلى الرغم من أن القطع الفردية من العمارة القضيبية لم تسد في روما القديمة كما كانت في اليونان أو مصر، غالبًا ما قدم الرومان القطع المعمارية والعناصر المنزلية القضيبية. اكتشف علماء الآثار موقعًا في بومبي يحتوي على العديد من المزهريات والحلي والمنحوتات التي تحمل شكل القضيب، واكتشفوا أيضًا قضيبَا من الطين النضيج بطول 18 بوصة ينتأ عما يُعتَقد أنه فرن مع نقش «هنا تسكن السعادة»، وارتدى العديد من الرومان التمائم التي حملت شكل القضيب لدرء العين الشريرة.
استمرت عبادة القضيب المنتصب بين نساء صقلية حتى القرن الثامن عشر. عرضت بعض الطوائف المسيحية في العصور الوسطى مثل المانوية، الفيتيشية للقضيب بشكل معماري ومن خلال أدوات أصغر، وكانت مرتبطة بالمازوخية والسادية وهي شكل من أشكال الجلد الديني.
يمثل تريمورتي الهندوسي في الهندوسية البراهما والخالق والفيشنو والحافظ وشيفا المدمر. يُقال إن الإله الرئيسي في الهند شيفا، يمتلك دورًا آخر إلى جانب كونه المدمر وهو الإبداع، ويُرمز لجانبه الإبداعي هذا برمز قضيبي يُعرف باسم لينغام يُعبد من خلالها أو بشكل ثالوث ذكري مكون من القضيب والخصيتين. تُعد اللينغا أو الفالوس سمة مشتركة للمعابد الهندوسية في جميع أنحاء الهند، وهي متأصلة في النقوش أو الأشكال الأخرى. خُصص معبد بريهاديسوارار في ثنجفور في تاميل نادو الذي بُني خلال عهد سلالة تشولا، لشيفا ويتميز باللينغام بين الخلايا، وهو مشهور بشكل خاص بما يُسمى «قاعة الألف لينغاس».
تبقى اللينغا القضيبية واليوني المؤنث رموزًا مشتركة للتناغم في إندونيسيا. يوجد في قصر السلطان كاسبوهان في جاوة الغربية، عدد من ثنائيات اللينغا- اليوني على طول جدرانه. بحسب السجلات الإندونيسية لتاريخ أرض جاوة، اكتسب الأمير بوغر القوة الملكية من الله، عن طريق ابتلاع الحيوانات المنوية من قضيب السلطان المتوفى أساسًا، أمانغكورات الثاني من ماتارام.
بُني معبد كاندي سوكوهو في نغانسار، جاوة الشرقية في القرن العاشر وهو مخصص لشيفا. يحتوي المعبد على العديد من النقوش التي تصور النشاط الجنسي والخصوبة بشكل جرافيكي بما في ذلك العديد من الصور الحجرية للقضيب والمهبل المتصلين عند الجماع. يتكون المعبد من هرم مع نقوش وتماثيل في الأمام، من بينها تمثال لذكر يُمسك قضيبه مع ثلاث سلاحف ذات قواقع مسطحة. كان للمعبد ذات مرة تمثيل مذهل بطول 1.82 متر من اللينغا مع أربع خصى، يوجد هذا اليوم في متحف إندونيسيا الوطني. يوجد نماذج قضيبية في عمارة الخمير في كمبوديا، ويوجد معابد خميرية عديدة تصور القضيب في نقوشها.
أقدم الماليون القدماء في إفريقيا، ولاسيما العائلة المالكة لجني، على تزيين قصورهم بقضيب يعمل كعمود أو دعامة عند مداخل القصور، وزينوا أيضًا الجدران بزخارف للقضيب. يمكن رؤية ميزات مشابهة على أعمدة العديد من المعابد في جميع أنحاء أفريقيا والتي غالبًا ما فسرها العلماء الغربيون على أنها رموز قضيبية، ولكنها تخضع للعديد من التفسيرات المختلفة. بنى ملوك أكسوم معابد ذات أعمدة قضيبية في المدن الأثيوبية القديمة مثل كونسو مثلما فعل الفراعنة المصريون القدماء، واكتُشف أيضًا أعمدة متجانسة مع تمثيل للقضيب في مدغشقر. كانت العمارة القضيبية نادرة في المايا القديمة، لكن أوشمال على وجه الخصوص امتلكت عددًا كبيرًا من القطع المعمارية الشبيهة بالقضيب. تحتوي أيضًا على معبد معروف باسم معبد الفاليس وعلى المنحوتات والزخارف القضيبية.